# 金浜菜夏美
金浜 菜夏美（かねはま ななみ、1998年〈平成10年〉7月7日 - ）は、日本の女性歌手。福岡県出身。血液型はO型。フリーランスで活動。東京・福岡を中心に各地で活動している。

## 略歴
2012年
- 0avex artist academy福岡校特待生として、福岡で芸能活動を開始。
- 06月12日、『SUPER☆GiRLS生誕2周年記念SP & アイドルストリートカーニバル2012』（会場: 中野サンプラザ）にて、iDOL Street第3期ストリート生としてデビュー[1]。w-Street FUKUOKAで活動。

2013年
- 07月6日、iDOL Street卒業[2]。

2015年
- 08月3日、avex artist academy福岡校公式育成ユニットLEGITに加入[3]。

2016年
- 011月23日、エイベックス・チャレンジステージに名古屋校の荒川海人とコラボユニットphaseとして出演[4][5]。

2018年
- 02月25日、LEGITとして最後のライブに出演[6]。avexを離れ、フリーでアーティストとしての活動を開始。
- 08月27日、同月27日から配信アプリ「SHOWROOMで配信開始。数多くのイベントで1位となり、1年足らずでトップランカーに選出[7]。

2019年
- 09月20日、ワンマンライブ開催へ向けたクラウドファンディングを開始[8]。10月21日、目標金額に達し、プロジェクトが成立した。
- 011月23日、渋谷PLUGにて初のワンマンライブを開催。

2020年
- 07月9日、配信アプリ「17LIVE」で配信開始。 SHOWROOMから活動の場を17LIVEへ移し活動中。
- 07月31日、SHOWROOMラスト配信。

## 人物
- 「菜夏美」の由来は、7月7日の2時7分の七夕に生まれたことから、母親の好きな漢字『菜』と季節の『夏』に決めたらしい[9]。
- 2人姉妹の末っ子。
- 自他ともに認める晴れ女である。
- 愛犬はトイプードルのまろん(女の子)[10]。
- 芸能界に入りたいと思ったきっかけは、あやや(松浦亜弥)に影響されたためである。
- 本人曰く、大雑把な性格で行動力があり実は負けず嫌い。

## ディスコグラフィ

### シングル
| No. | リリース日                         | タイトル                     | 作詞                                 | 作曲                                 | 映像         | 備考                                                       |
| --- | ---------------------------------- | ---------------------------- | ------------------------------------ | ------------------------------------ | ------------ | ---------------------------------------------------------- |
| 1st | 2018年11月27日                     | UNCHAIN                      | A.FACT                               | A.FACT                               |              |                                                            |
| 2nd | 2019年09月05日                     | 縦横無尽ランニングハイ       | Zopp                                 | Junxix.                              | MV - YouTube | TBSテレビ「ミルベキ」（2019年9月～12月）エンディングテーマ |
| 3rd | 2020年03月28日                     | 7                            | 杉山勝彦                             | 杉山勝彦                             | MV - YouTube |                                                            |
| 4th | 2020年リリース未定                 | Smiloooop!!!                 | Koma'n                               | Koma'n                               | MV - YouTube |                                                            |
| 5th | 2020年リリース未定                 | Beautiful Liar               | KAIKI                                | 丸谷マナブ、KAIKI                    |              |                                                            |
| 6th | 2020年リリース未定                 | 忘れないよ                   | 佐伯youthK、Kanata Okajima、Carlos.K | 佐伯youthK、Kanata Okajima、Carlos.K |              |                                                            |
| 7th | 2022年4月17日（デジタルリリース）  | わがまま                     | 金浜菜夏美                           | 杉山勝彦                             |              |                                                            |
| 8th | 2022年10月17日（デジタルリリース） | バースデー・セレブレーション | 金浜菜夏美                           | LASTorder                            |              |                                                            |

### 参加曲
| No. | リリース日     | タイトル                                        | アーティスト        | 映像               | 備考                                                   |
| --- | -------------- | ----------------------------------------------- | ------------------- | ------------------ | ------------------------------------------------------ |
| 1   | 2020年11月15日 | I'moon～This is Queen (feat.Pieru,NANAMI,Yunka) | USEN-NEXT I'moon    | D.LEAGUE - YouTube | 〈20-21 SEASON〉開幕戦                                 |
| 2   | 2021年01月11日 | I'moon～Bring it on down (feat. Pieru & NANAMI) | USEN-NEXT I'moon    | D.LEAGUE - YouTube | 〈20-21 SEASON〉チームタイトル曲                       |
| 3   | 2021年01月25日 | I'moon～I'LL DO ME (feat.Pieru,NANAMI,KAY)      | USEN-NEXT I'moon    | D.LEAGUE - YouTube | 〈20-21 SEASON〉ROUND.2                                |
| 4   | 2021年06月28日 | I'moon～Fly to the moon                         | USEN-NEXT I'moon    | D.LEAGUE - YouTube | 〈20-21 SEASON〉ROUND.12                               |
| 5   | 2021年10月29日 | I'moon～It's a wonderland come in now           | USEN-NEXT I'moon    | D.LEAGUE - YouTube | 〈21-22 SEASON 〉チームタイトル曲                      |
| 6   | 2022年 4月28日 | Come and Go                                     | USEN-NEXT I'moon    | D.LEAGUE - YouTube | 〈21-22 SEASON 〉ROUND.11                              |
| 7   | 2023年 1月15日 | Rainy                                           | original soundtrack | MV - TikTok        | 糸島映画「猫の記憶」劇中歌(Noz)                        |
| 8   | 2023年 1月15日 | ありがとうSakuraMimi/猫の一族                   | original soundtrack | MV - YouTube       | 糸島映画「猫の記憶」エンディングテーマ（地域猫の歌😸） |

#### ミニアルバム
| No | リリース日                                    | タイトル | タイトル      | 作詞     | 作曲     | 備考                   |
| -- | --------------------------------------------- | -------- | ------------- | -------- | -------- | ---------------------- |
| 1  | 2021年7月4日（2022年1月17日デジタルリリース） | ailes    | 7             | 杉山勝彦 | 杉山勝彦 |                        |
| 1  | 2021年7月4日（2022年1月17日デジタルリリース） | ailes    | ailes         | 池上ケイ | 池上ケイ | アレンジ：ミヤザキソラ |
| 1  | 2021年7月4日（2022年1月17日デジタルリリース） | ailes    | 流星夜        | 池上ケイ | 池上ケイ | アレンジ：ミヤザキソラ |
| 1  | 2021年7月4日（2022年1月17日デジタルリリース） | ailes    | UNCHAIN       | A.FACT   | A.FACT   |                        |
| 1  | 2021年7月4日（2022年1月17日デジタルリリース） | ailes    | いつまでも... | 池上ケイ | 石崎光   |                        |
| 1  | 2021年7月4日（2022年1月17日デジタルリリース） | ailes    | おやすみ...   | 池上ケイ | 池上ケイ | アレンジ：ミヤザキソラ |

## 出演

### avex特待生時代
- 博多どんたく（2015年 - 2017年）
- 博多クリスマスマーケット（2015年 - 2017年）

### フリー時代
- 福岡博多＆天神クリスマスマーケットライブ（2018年12月21日）
- Happy Nanamiii X'mas LIVE 2018（2018年12月22日、キャナルシティ博多B1Fサンプラザステージ）[12]
- 千奏将潤（2019年2月2日、福岡DANCITY） - ゲストボーカル[13]
- a-nation福岡（2019年08月03日、シーサイドももち海浜公園 地行浜地区 特設会場） - オープニングアクト[14]
- UNCHAIN（2019年11月23日、渋谷PLUG） - 初のワンマンライブ
- TANABATA（2021年7月4日、大阪FANJ twice：2021年7月17日、東京TAKEOFF7：2021年7月24日、福岡The Voodoo Lounge） - 2ndワンマンライブ
- レモネードスタンド（2022年5月15日、大丸パサージュ広場） - チャリティーライブ
- アンサンブル　フューシャ（2022年5月21日、天神Square Garden） - ゲストボーカル
- COLLEGE-FESTA COLLECTION LIVE「わがまま」（2022年7月30日、J-SQUARE SHINAGAWA） - 3rdワンマンライブ
- COLLEGE-FESTA COLLECTION「アーティスト祭り」第二弾（2022年11月25日、大阪・PLUSWIN HALL大阪） - 「わがまま」リリースライブ
- COLLEGE-FESTA COLLECTION　ガールズ祭り「歳忘れLive」（2022年12月28日、大阪・心斎橋FANJ） - ゲストライブ
- 糸島映画「猫の記憶」福岡上映会（2023年1月15日、福岡スカラエスパシオ） - ゲストライブ
- COLLEGE-FESTA COLLECTION「夏祭り」第一弾（2023年7月30日、大阪・PLUSWIN HALL南堀江）- NANAMI BIRTHDAY LIVE
- To you 7 金浜菜夏美、麻桐友恵、Yuuki（2024年6月2日、東京・waiwaihall神保町）- 初のスリーマンライブ

### ラジオ出演
- 「あさスタ」（2018年4月14日、コミュニティラジオ天神）[15]
- 「GOW!!」（2018年12月20日、FM福岡）[16]
- 「SHOWROOM主義」（2019年9月7日[17]、2019年9月14日[18]、2020年3月28日[19]等、TOKYO FM）

### TV放送
- 「THEカラオケ★バトル U-18歌うま大甲子園 夏の3時間スペシャル」（2016年6月22日、テレビ東京） - 松田聖子「赤いスイートピー」96.498点
- 「道玄坂コネクション」（2019年10月22日等、テレビ東京）
- 「ちょっと一杯やりません？」（2022年5月21日、九州朝日放送）